# Alexandre Charette
Alexandre Charette, sieur de la Noë et du Pellan, fut sénéchal de Nantes et maire de Nantes de 1619 à 1621.

## Biographie
Fils de Jean Charette, sieur de La Colinière, et de Françoise de Brenezay, Alexandre Charette est le neveu de Louis Charette de la Colinière et le petit-fils d'Antoine de Brenezay.